# Edward Herrmann
Edward Kirk Herrmann (Washington DC, 1943. július 21. – Manhattan, 2014. december 31.) Tony- és Emmy-díjas amerikai színész, rendező és író.
Legismertebb szerepei közé tartozik Franklin D. Roosevelt megformálása az Eleanor and Franklin című minisorozatban, valamint Richard Gilmore a Szívek szállodája sorozatban. Ő volt továbbá a History csatorna történelmi tematikájú műsorainak narrátora. Szerepelt a PBS Nova című tudományos műsorában. Az 1990-es években a Dodge reklámjaiban tűnt fel.
Karrierje 1972-ben kezdődött.

## Fiatalkora
1943. július 21-én született Washingtonban, Jean Eleanor és John Anthony Herrmann gyermekeként. A michigani Grosse Pointe-ban nőtt fel, és a Bucknell Universityn érettségizett 1965-ben. Az egyetemen a Phi Kappa Psi testvériség tagja volt. A London Academy of Music and Dramatic Arton tanult színészetet.

## Magánélete
Római katolikus vallású volt. Kétszer nősült, két lánya volt: Ryen és Emma. 1978-ban vette feleségül Leigh Curran forgatókönyvírót. Házasságuk 1992-ben ért véget. Második felesége Star Roman volt 1994-től Herrmann 2014-ben bekövetkezett haláláig. Egy mostohafia volt, Rory Herrmann (születési nevén Rory Roman).
Rajongott az autókért, és restorálta is őket.

## Halála
2014. december 31-én, 71 évesen hunyt el a Memorial Sloan Kettering Cancer Center kórházban, agyrák következtében.